# Okręg Die
Okręg Die (fr. Arrondissement de Die) – okręg w południowo-wschodniej Francji. Populacja wynosi 37 700.

## Podział administracyjny
W skład okręgu wchodzą następujące kantony:
- Bourdeaux,
- Chapelle-en-Vercors,
- Châtillon-en-Diois,
- Crest-Nord,
- Crest-Sud,
- Die,
- Luc-en-Diois,
- Motte-Chalancon,
- Saillans.